# Legetøjsrutsjebane
En legetøjsrutsjebane er en form for rutsjebane og sliske fortrinsvis til børn. forskellen mellem en legetøjsrutsjebane og en rutsjebane er at legetøjsrutsjebaner for det meste kun går skråt ned og den er ikke motordrevet, en rutsjebane er en motor-drevet maskine der snor sig rundt i alle mulige vinkler